# Lucie van Bourbon-Sicilië

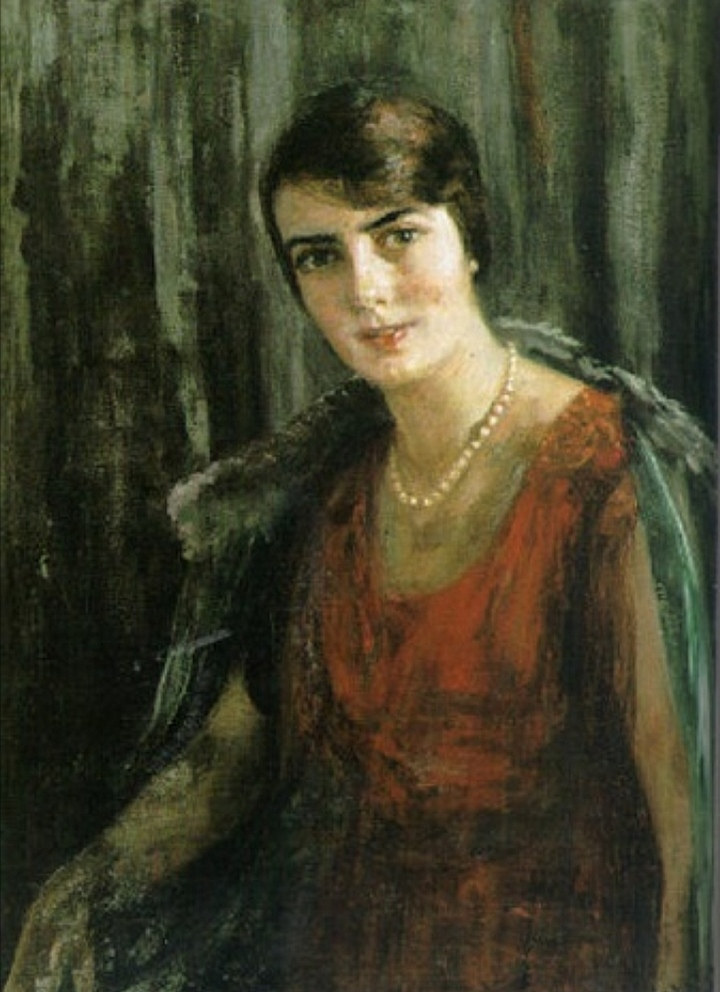
Lucie van Bourbon-Sicilië in 1927

Lucie Maria Reiniera van Bourbon-Sicilië (Slot Nymphenburg, nabij München, 9 juli 1908 - São Paulo, 3 november 2001) was een prinses der Beide Siciliën uit het huis Bourbon. Zij was het vijfde kind en de vierde dochter van Ferdinand van Bourbon-Sicilië en Maria Ludovika van Beieren. 
Op 29 oktober 1938 trouwde ze met prins Eugenio van Savoye, hertog van Ancona, zoon van Thomas van Savoye, 2e hertog van Genua, en Isabella Marie Elizabeth van Beieren. Het paar kreeg één dochter:
- Marie Isabella van Savoye (23 juni 1943), huwde met Alberto Frioli dei Conti di Rezzano (7 april 1943)

Na de afschaffing van de Italiaanse monarchie vestigde het gezin zich op een boerderij in Brazilië. In 1990 erfde prins Eugenio de titel hertog van Genua van zijn overleden broer, Filibert, vierde hertog van Genua. Bijgevolg werd prinses Lucie hertogin van Genua. Zij was ook dame van Justitie in de Heilige Militaire Constantijnse Orde van Sint-Joris.